# Olle Eriksson (fysiker)
Olle Eriksson, född 1960, är en svensk fysiker verksam inom materialteori och magnetism.
Eriksson disputerade 1989 vid Uppsala universitet, och var därefter postdoc vid Los Alamos National Laboratory 1989-1991. Han återkom därefter som forskarassistent till Uppsala universitet, blev docent 1993, och var 1996-1997 åter vid Los Alamos. 1999 blev han befordrad professor (befordringsprofessur) vid Uppsala universitet och 2002 fick han en ordinarie professur i teoretisk magnetism; sedan 2008 leder han avdelningen för materialteori vid Ångströmlaboratoriet vid Uppsala universitet.
Erikssons forskningsområde är teoretisk modellering av materialegenskaper med anknytning till fysik och kemi. Modellerna är i huvudsak baserade på elektronstrukturteori och täthetsfunktionalteori och används med högpresterande datorberäkningar. Bland de modellerade materialegenskaperna finns olika magnetiska, elektriska, optiska och mekaniska egenskaper.
20 januari 2010 invaldes Eriksson som ledamot av Kungliga Vetenskapsakademien. Han tilldelades Göran Gustafssons pris i fysik 2002 och Björkénska priset 2013.